# Bogdan Zajączkowski
Bogdan Zajączkowski (ur. 17 września 1959) – polski piłkarz ręczny i trener piłki ręcznej. W latach 2000–2004 selekcjoner męskiej reprezentacji Polski.

## Kariera zawodnicza
Bogdan Zajączkowski jest absolwentem Zespołu Szkół Technicznych w Płocku (Siedemdziesiątki). Karierę sportową rozpoczął w Mazovii Płock, gdzie jego trenerami byli Lech Franczak i Czesław Sawicki. W latach 1980–1984 grał w AZS-AWF Warszawa, gdyż studiował na Akademii Wychowania Fizycznego Józefa Piłsudskiego w Warszawie.

## Kariera trenerska
Bogdan Zajączkowski po ukończeniu studiów wrócił do Płocka, gdzie rozpoczął karierę trenerską. W latach 1986–1989 był asystentem trenera oraz trenerem drużyn młodzieżowych Mazovii Płock. Następnie został trenerem Warszawianki, z którą w sezonie 1989/1990 awansował do ekstraklasy. W 1991 roku wyjechał do Tunezji, gdzie był trenerem El Mehdi. W 1992–2000 był trenerem Petrochemii Płock, z którym odnosił największe sukcesy w karierze trenerskiej: mistrzostwo Polski (1995), pięciokrotne wicemistrzostwo Polski (1993, 1996, 1997, 1999, 2000), dwukrotnie brązowy medal mistrzostw Polski (1994, 1998) oraz pięciokrotnie Puchar Polski (1995, 1996, 1997, 1998, 1999), a także ćwierćfinały Pucharu EHF (1994) i Pucharu Zdobywców Pucharów (1997).

### Reprezentacja Polski
Sukcesy Bogdana Zajączkowskiego w Wiśle Płock spowodowały, że ZPRP powierzył mu funkcję selekcjonera męskiej reprezentacji Polski, która pod wodzą Zajączkowskiego po raz pierwszy w historii grała na  mistrzostwach Europy (2002 w Szwecji - 15. miejsce, 2004 w Słowenii - 16. miejsce) oraz po 13 latach awansowała na mistrzostwa świata 2003 w Portugalii, na których zajęła 10. miejsce. Bogdan Zajączkowski po nieudanych kwalifikacjach do igrzysk olimpijskich 2004 w Atenach dnia 19 kwietnia 2004 roku podał się do dymisji.

### Dalsza kariera
W latach 2006–2008 Bogdan Zajączkowski ponownie był trenerem Wisły Płock, z którym zdobył mistrzostwo Polski (2008) oraz wicemistrzostwo Polski (2007) oraz dwukrotnie Puchar Polski (2007, 2008).
Dnia 27 października 2009 roku Zajączkowski został wiceprezesem Wisły Płock, jednak dnia 1 grudnia 2009 roku został z tej funkcji odwołany.
W latach 2009–2010 trenował tunezyjski Club Africain, a w latach 2011–2012 Powen Zabrze, z którym zajął 6. miejsce w ekstraklasie polskiej w sezonie 2011/2012.
Obecnie Bogdan Zajączkowski jest dyrektorem Szkoły Mistrzostwa Sportowego Związku Piłki Ręcznej w Polsce.

## Życie prywatne
Bogdan Zajączkowski jest żonaty, ma dwie córki. Jego pasją jest muzyka. Bardzo lubi grać na saksofonie. W 2010 roku bez powodzenia startował do Rady Miasta Płocka w wyborach samorządowych 2010.

## Odznaczenia i wyróżnienia
Bogdan Zajączkowski za swoje sukcesy w Wiśle Płock został w 1996 roku uhonorowany medalem „Zasłużony dla Płocka”. W 2018 został odznaczony Krzyżem Kawalerskim Orderu Odrodzenia Polski.

## Sukcesy trenerskie
Reprezentacja Polski
- Awans na mistrzostwa świata: 2003
- Awans na mistrzostwa Europy: 2002, 2004

Warszawianka
- Awans do ekstraklasy: 1990

Wisła Płock
- Mistrzostwo Polski: 1995, 2008
- Wicemistrzostwo Polski: 1993, 1996, 1997, 1999, 2000, 2007
- 3. miejsce mistrzostw Polski: 1994, 1998
- Puchar Polski: 1995, 1996, 1997, 1998, 1999, 2007, 2008
- Ćwierćfinał Pucharu EHF: 1994
- Ćwierćfinał Pucharu Zdobywców Pucharów: 1997